# Province de Samarcande
Pour les articles homonymes, voir Samarcande (homonymie).
La province de Samarcande (en ouzbek : Samarqand viloyati) est une des 12 provinces de l'Ouzbékistan. Sa capitale administrative est la ville de Samarcande.

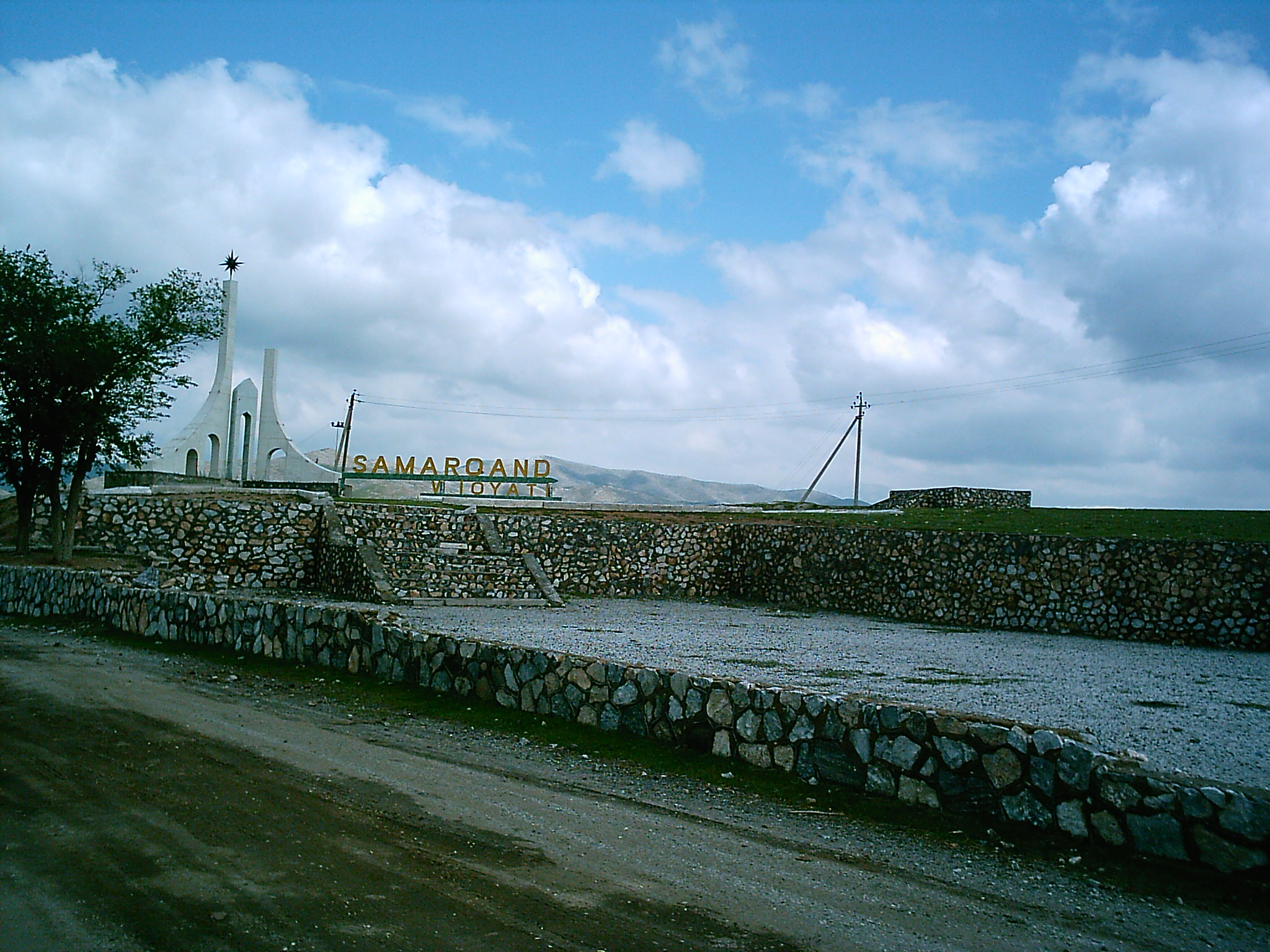
A l'entrée de la région de Samarqand depuis la région de Qashqadaryo

## Géographie
La province s'étend sur 16 400 km2. Elle est bordée au nord et à l'est par la province de Djizak, à l'est par le Tadjikistan, au sud par la province de Kachkadaria, à l'ouest par la province de Navoï.

## Dirigeants
| Nom                 | de                | à                 |
| ------------------- | ----------------- | ----------------- |
| Poʻlat Abdurahmonov | 4 janvier 1992    | Novembre 1992,    |
| Alisher Mardiyev    | Novembre 1995     | Novembre 1998     |
| Erkin Roʻziyev      | Novembre 1998     | 11 septembre 2001 |
| Shavkat Mirziyoyev  | 11 septembre 2001 | 16 décembre 2003, |
| Rustam Xolmurodov   | 17 décembre 2003  | 10 juillet 2004   |
| Mamarizo Nurmurodov | 10 juillet 2004   | 2 décembre 2006,  |
| Azamjon Bahromov    | 2 décembre 2006,  | Avril 2008        |
| Oʻktam Barnoyev     | Avril 2008        | Décembre 2010     |
| Zoir Mirzayev       | Décembre 2010     | Décembre 2016     |
| Himmat Oqboʻtayev   | Décembre 2016     | 12 juin 2017      |
| Turobjon Joʻrayev   | 12 juin 2017      | 12 juillet 2018   |
| Erkin Turdimov      | 13 juillet 2018   | actuel            |